# 1078 Mentha
1078 Mentha là một tiểu hành tinh bay quanh Mặt Trời. Ban đầu nó có tên là 1926 XB. Tên gọi của nó ám chỉ tiểu hành tinh thứ 1078 được phát hiện.